# Kościół Włoski

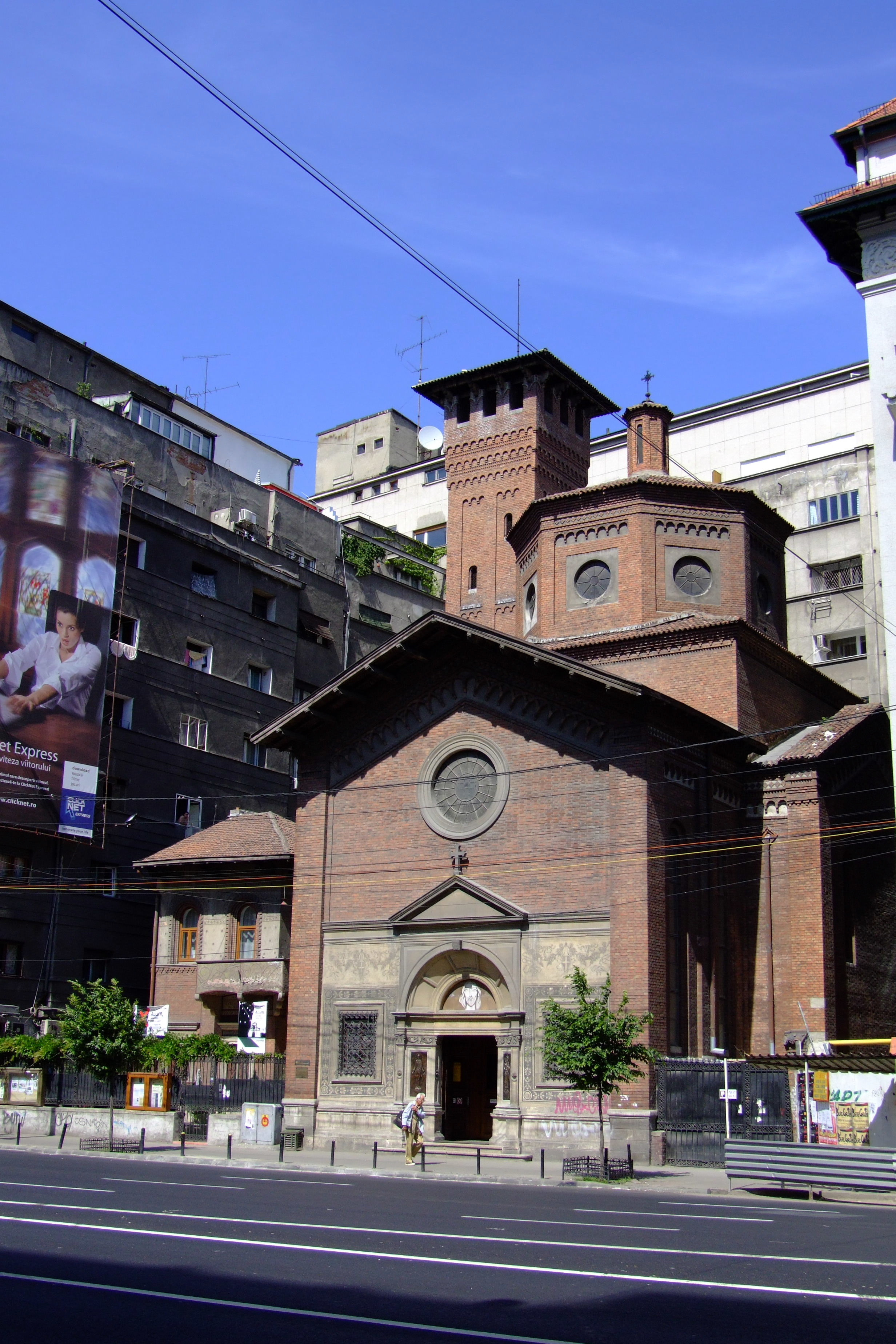
Kościół Włoski

Kościół Włoski – kościół rzymskokatolicki położony w Bukareszcie, w Rumunii, na Bulwarze Nicolae Bălcescu 28, najbardziej ruchliwej ulicy miasta. Jest to neogotycki budynek z czerwonej cegły zbudowany w 1930 roku. Należy do rządu włoskiego i jest otoczony przez szare betonowe bloki mieszkalne.